# جائزة المغرب للكتاب
جائزة المغرب للكتاب هي تتويج سنوي أحدثت سنة 1968، لتكريم أجود الكتب المغربية في مجالات العلوم الإنسانية والاجتماعية والدراسات الأدبية والفنية والشعر والترجمة والسرديات والمحكيات، يمنح الفائز بجائزة المغرب للكتاب: شهادة وتذكارا ومبلغا ماليا صافيا قدره مائة وعشرون ألف درهم (120.000 درهم). وتقبل الكتب الصادرة باللغة العربية أو باللغة الأمازيغية أو بالتعبير الحساني أو بإحدى اللغات الأجنبية.
في سنة 2012 تم إحداث جائزة خاصة بالعلوم الإنسانية وأخرى بالعلوم الإجتماعية بعد أن كانت تمنح جائزة واحدة للمجالين معا. ومنذ ذلك الحين وهي تشتمل على ستة فروع،
في سنة 2018، عرف المرسوم المنظم للجائزة إضافة ثلاث جوائز جديدة، وهي كالتالي:
- جائزة المغرب التشجيعية للإبداع الأدبي الأمازيغي، وترشح لها الأعمال الشعرية والروائية والمسرحية والقصصية بالأمازيغية،
- جائزة المغرب التشجيعية في الدراسات في مجال الثقافة الأمازيغية، وترشح لها الدراسات التي تتناول جوانب الثقافة الأمازيغية ولغتها، والمكتوبة بحروف تيفناغ أو بأي لغة أخرى،
- جائزة المغرب للكتاب الموجه للطفل والشباب، وترشح لها الإبداعات والأعمال التي تستهدف الأطفال والشباب.

في سنة 2023 قررت الحكومة المغربية الرفع من القيمة المادية للجائزة.

## المرسوم المنظم للجائزة[8]
رئيس الحكومة،
بناء على الدستور ولا سيما الفصلين 89 و90 منه،
وعلى المرسوم رقم 2.06.328 الصادر في 18 من شوال 1427 (10 نوفمبر 2006 )المتعلق بتحديد اختصاصات وتنظيم وزارة الثقافة،
وعلى المرسوم رقم 2.05.830 الصادر في 26 من رمضان 1427 (19 أكتوبر 2006) بإحداث جائزة المغرب للكتاب، كما وقع تغييره وتتميمه.
وعلى المرسوم رقم 2.08.544 الصادر في 24 رجب 1430 الموافق 17 يوليوز 2009 ، المغير والمتمم للمرسوم رقم 2.05.830 .
وعلى المرسوم رقم 2.12.554 الصادر في 3 صفر 1434 (17 ديسمبر 2012)، المغير والمتمم للمرسوم رقم 2.08.544.
وبعد المداولة في مجلس الحكومة المنعقد في 5 جمادي الآخرة 1439 (22 فبراير 2018).
رسم ما يلي:
المادة الأولى
تغير  وتتمم على النحو التالي مقتضيات المواد 2 و3 و6 و11 من المرسوم رقم 2.05.830 الصادر في 26 من رمضان 1427 (19 أكتوبر 2006) المشار إليه أعلاه.
المادة 1
تحدث جائزة تحت اسم "جائزة المغرب للكتاب" وتمنح سنويا لمؤلف أو عدة  مؤلفات في الإنتاج الأدبي والدراسات والترجمة الصادرة باللغة العربية أو باللغة الأمازيغية أو بالتعبير الحساني أو بإحدى اللغات الأجنبية.

## الأصناف
تشتمل «جائزة المغرب للكتاب» على الأصناف التالية:
- جائزة المغرب للشعر،
- جائزة المغرب في السرديات والمحكيات،
- جائزة المغرب للعلوم الإنسانية،
- جائزة المغرب للعلوم الاجتماعية،
- جائزة المغرب للدراسات الأدبية والفنية واللغوية،
- جائزة المغرب للترجمة.
- جائزة المغرب للسرد (رواية، قصة، مسرحية)،
- جائزة المغرب التشجيعية للإبداع الأدبي الأمازيغي، وترشح لها الأعمال الشعرية والروائية والمسرحية والقصصية بالأمازيغية،
- جائزة المغرب التشجيعية في الدراسات في مجال الثقافة الأمازيغية، وترشح لها الدراسات التي  تتناول جوانب الثقافة الأمازيغية ولغتها، والمكتوبة بحروف تيفناغ أو بأي لغة أخرى،
- جائزة المغرب للكتاب الموجه للطفل والشباب

## الدورات

### دورة 2021
عدد الكتب المرشحة للجائزة بلغ 192 مؤلفا.الشعر: 20؛ السرد: 46؛ العلوم الإنسانية: 19؛ العلوم الاجتماعية: 21؛ الدراسات الأدبية والفنية واللغوية: 30؛ الدراسات في مجال الثقافة الأمازيغية: 8؛ الإبداع الأدبي الأمازيغي: 17؛ الكتاب الموجه للطفل والشباب: 15؛ الترجمة: 16.

### دورة 2020
عدد الكتب المرشحة للجائزة بلغ 222 مؤلفاّّ.

### دورة 2019
عدد الكتب المرشحة للجائزة بلغ 191 مؤلفاّّ موزعة على الشعر 27، والسرد 38، والعلوم الإنسانية 27، والعلوم الإجتماعية 22، والدراسات الأدبية والفنية واللغوية 15، والدراسات في مجال الثقافة الأمازيغية 10، والإبداع الأدبي الأمازيغي 22، والكتاب الموجه للطفل والشباب 11، والترجمة 19..

### دورة 2014
عدد الكتب المرشحة للجائزة بلغ 180 مؤلفاّّ موزعة على صنف السرديات والمحكيات 57 كتابا، والشعر 33 كتابا، والعلوم الإنسانية 36 كتابا، والدراسات الأدبية واللغوية والفنية 31 كتابا، والترجمة 12 كتابا، والعلوم الاجتماعية 11 كتابا.

### دورة 2012
عدد الكتب المرشحة للجائزة بلغ 212 مؤلفاّّ موزعة على الشعر 33 كتابا، والسرد والحكي 80 كتابا، والترجمة 13 كتابا، والعلوم الإنسانية 42 كتابا، والعلوم الاجتماعية 14 كتابا، والدراسات الأدبية واللغوية والفنية 30 كتابا.

### دورة 2011
عدد الكتب المرشحة للجائزة بلغ 134 مؤلفاّّ موزعة على 19 كتابا في صنف الترجمة، و18 في صنف الشعر، و31 في صنف السرديات والمحكيات، و46 في صنف العلوم الإنسانية والاجتماعية، و22 في صنف الدراسات الأدبية والفنية..

## الفائزون
2022
2021
تصنف إلى:
قرر وزير الشباب والثقافة والتواصل المهدي بنسعيد، سحب جائزة المغرب للكتاب من 9 متوجين نالوها مناصفة 
- صنف الشعر فاز بها مناصفة:
  - محمد علي الرباوي عن مجموعته "رياحين الألم" (الجزء الرابع) الصادر عن مكتبة سلمى الثقافية، تطوان، 2020..
  - رشيد المومني عن ديوانه "من أي شيء" الصادر عن منشورات باب الحكمة، تطوان، 2020.
- صنف السرد: إسماعيل غزالي عن روايته "قطط مدينة الأرخبيل" الصادرة عن دار النشر المتوسط، ميلانو، 2020.
- صنف العلوم الاجتماعية فاز بها مناصفة:
  - يحيى بن الوليد عن كتابه «أين هم المثقفون العرب؟ سياقات وتجليات” الصادر عن دار النشر أزمنة، عمان، 2020.
  - إدريس مقبول عن كتابه "الإنسان والعمران واللسان: رسالة في تدهور الأنساق في المدينة العربية" الصادر عن المركز العربي للأبحاث ودراسة السياسات، بيروت، 2020.
- صنف العلوم الإنسانية فاز بها مناصفة:
  - بوبكر بوهادي عن كتابه "المغرب والحرب الأهلية الإسبانية 1936-1939" الصادر عن منشورات باب الحكمة، تطوان، 2020.
  - يحيى اليحياوي عن كتاب "Ecosystème des données numériques" (بيئة المعطيات الرقمية) الصادر عن دار النشر سبينال، باريس، 2020.
- صنف الدارسات الأدبية واللغوية والفنية: نزار التجديتي عن كتابه "الناظم السردي في السيرة وبناتها: دراسات فيما وراء العيان والخبر" الصادر عن كنوز المعرفة للنشر والتوزيع، عمان، 2020.
- صنف الإبداع الأدبي الأمازيغي فاز بها مناصفة:
- حسن أوبراهيم أموري عن روايته "تيتبيرين تيحرضاض" (الحمامات العاريات) الصادرة عن دار النشر تيرا، أكادير،2020.
- الطيب أمكرود عن ديوانه رأروكال" (جمر تحت الرماد) الصادر عن المطبعة المركزية لسوس، آيت ملول، 2020.
- صنف الدراسات في مجال الثقافة الأمازيغية: خالد أنصار عن كتابه "Sibilants in Amazigh" (الأصوات الصفيرية في الأمازيغية) الصادر عن دار النشر عكاظ، الرباط، 2020.
- صنف الكتاب الموجه للطفل والشباب قررت اللجنة حجبها بالإجماع.

2020
تصنف إلى:‘
- صنف الشعر: محمد عنيبة الحمري عن ديوانه "ترتوي بنجيع القصيد".
- صنف العلوم الاجتماعية: الحبيب استاتي زين الدين عن كتابه «الحركات الاحتجاجية في المغرب ودينامية التغيير ضمن الاستمرارية»[17]‘[18]‘.[19]
- صنف العلوم الإنسانية: مصطفى بوعزيز عن كتابه «الوطنيون المغاربة في القرن العشرين، الارتباط العضوي بين السياسي والاجتماعي، 1873 – 1999»[20]..
- صنف الدارسات الأدبية واللغوية والفنية: عبد الرحمن التمارة عن كتابه «الممكن المتخيّل: المرجعية السياسية في الرواية».[21]
- صنف الإبداع الأدبي الأمازيغي: رشيد العبدلاوي عن كتابه "اللسانيات الأمازيغية: السمات وبناء الجملة".
- صنف الترجمة فاز بها مناصفة:
  - حسن أميلي وعبد الرزاق العسري عن ترجمتهما لكتاب "الرباط وجهتها".
  - عبد الرحيم حزل عن ترجمته لكتاب "الدار البيضاء من النشأة إلى 1914".

2019
تصنف إلى:
- صنف الشعر فاز بها مناصفة:
  - مصطفى ملح عن ديوانه ” لا أوبخ أحدا”
  - رشيد خالص عن كتابه “Guerre Totale suivi de Vols, l’éclat”.
- صنف السرد: عبد الرحيم جيران عن روايته “الحجر والبركة”
- صنف العلوم الإنسانية:
- صنف العلوم الاجتماعية فاز بها مناصفة:
  - عياد أبلال عن كتابه الجهل المركب، الدين والتدين وإشكالية تغيير المعتقد الديني بالعالم العربي.
  - خالد زكري عن مؤلفه “Modernités arabes, de la modernité à la globalisation”.
- صنف الدراسات الأدبية واللغوية والفنية: إبراهيم الحيسن عن كتابه “الكاريكاتير في المغرب السخرية على محك الممنوع”
- صنف الترجمة: حسن الطالب عن ترجمته لكتاب “القريب والبعيد: قرن من الأنثربولوجيا بالمغرب” للكاتب حسن رشيق.
- صنف الإبداع الأدبي الأمازيغي: ملعيد العدناني عن كتابها “إيناضن ن وضان”.
- صنف الكتاب الموجة للطفل والشباب: محمد سعيد سوسان عن كتابه “حورية من السماء”.

2018
تصنف إلى:
- صنف الشعر: صلاح بوسريف، عن ديوانه «رفات جلجامش».
- صنف السرد:عبد المجيد سباطة، عن روايته «ساعة الصفر».
- صنف العلوم الإنسانية: محمد الناصري عن كتابه « Désirs de ville »،
- صنف العلوم الاجتماعية فاز بها مناصفة:
  - أحمد شراك عن كتابه «سوسيولوجيا الربيع العربي»،
  - محمد براو عن كتابه « La responsabilité des acteurs de la gestion publique devant la cours des comptes »[26]،.
- صنف الدارسات الأدبية واللغوية والفنية:
  - خالد بلقاسم، عن كتابه «مرايا القراءة»،
  - أحمد الشارفي، عن كتابه «اللغة واللهجة».
- صنف الترجمة:
  - عزيز لمتاوي عن ترجمة كتاب «نظرية الأجناس الأدبية» لجان ماري شايفر.
  - سناء الشعيري، عن ترجمة رواية «العاشق الياباني» لإيزابيل ألليندي.
- صنف الإبداع الأدبي الأمازيغي:
  - عياد ألحيان عن كتابه « Sa iggura dar illis n tafukt »،
  - فاضمة فراس عن كتابها « Askwti n tlkkawt ».
- صنف الكتاب الموجة للطفل والشباب:
  - جمال بوطيب عن كتابه «حور تشرب الشاي مع القمر»،
  - خديجة بوكا عن كتابها « Silence ! On joue »..

2017
- صنف الشعر: نبيل منصر عن ديوانه: «أغنية طائر التم».
- صنف السرد والمحكيات:عبد الكريم جويطي عن روايته:«المغاربة».
- صنف العلوم الإنسانية:عبد العزيز الطاهري عن كتابه: «الذاكرة والتاريخ»،
- ويحيى بولحية فاز بجائزة عن كتابه:«البعثات التعليمية في اليابان والمغرب».
- صنف العلوم الاجتماعية:عبد الرحيم العطري عن كتابه: «سوسيولوجيا السلطة السياسية».
- صنف الدارسات الأدبية واللغوية والفنية: محمد خطابي عن كتابه: «المصطلح والمفهوم والمعجم المختص»،
- صنف الترجمة: محمد حاتمي ومحمد جادور عن ترجمتهما لكتاب "الأصول الاجتماعية والثقافية للوطنية المغربية (Les origines sociales et culturelles du nationalisme marocain)، لعبد الله العروي، الصادرة عن المركز الثقافي للكتاب.

2016
- صنف الشعر: عبد الكريم الطبال، عن كتابه: «نمنمات».
- صنف السرد والمحكيات: طارق بكاري عن كتابه: «نوميديا»(رواية)[27]‘.[28]
- صنف العلوم الإنسانية فاز بها مناصفة:
  - امحمد جبرون عن كتابه: «نشأة الفكر السياسي الإسلامي وتطوره»،
  - محمد سرو عن كتابه: «النظر والتجريب في الطب الأندلسي بين ابن رشد وابن زهر».
- صنف العلوم الاجتماعية: محمد العيادي عن كتابه: « Les Deux Visages du Roi : le Monarque et le Commandeur des Croyants ».
- صنف الدراسات الأدبية واللغوية والفنية: عبد الرزاق تورابي عن كتابه: «صرف-تركيب اللغة العربية».
- صنف الترجمة فاز بها مناصفة:
  - رجاء بومدين المثنى.عن ترجمة كتاب: «مجنون الورد» El Loco de Las Rosas للكاتب محمد شكري.
  - خالد بن الصغير، عن ترجمة كتاب: «يهود المغرب وحديث الذاكرة»، للكاتب عمر بوم.

2015
- صنف الشعر: قررت اللجنة حجب جائزة الشعر لسنة 2015.
- صنف السرد والمحكيات: محمد برادة عنوان الكتاب: بعيدا عن الضوضاء قريبا من السكات (رواية).
- صنف العلوم الإنسانية: عبد الإله بلقزيز، عنوان الكتاب: نقد التراث.
- صنف العلوم الاجتماعية فاز بها مناصفة:
  - محمد حركات عنوان الكتاب:Les paradoxes de la gouvernance de l’Etat dans les pays arabes.
  - حسن طارق عن كتاب: الربيع العربي والدستورانية: قراءة في تجارب المغرب، تونس ومصر.
- صنف الدراسات الأدبية واللغوية والفنية: رشيد يحياوي عنوان الكتاب: التبالغ والتبالغية نحو نظرية تواصلية في التراث
- صنف الترجمة: عبد النور الخراقي عنوان الكتاب: روح الديمقراطية: الكفاح من أجل بناء مجتمعات حرة لمؤلفه لاري دايموند.

2014
تصنف إلى:
- صنف الشعر: أحمد بلحاج آيت وارهام عن ديوانه «لأفلاكه رشاقة الرغبة».
- صنف السرد والمحكيات: يوسف فاضل عن روايته «طائر أزرق نادر يحلق معي».
- صنف العلوم الإنسانية تم الاحتفاظ بها.
- صنف العلوم الاجتماعية: عبد الواحد أكمير عن كتابه: «الجاليات العربية في إسبانيا».
- صنف الدراسات الأدبية واللغوية والفنية: عبد العلي الودغيري عن كتابه «اللغة العربية في مراحل الضعف والتبعية»
- صنف الترجمة فاز بها مناصفة:
  - محمد أعفيف عن ترجمته لكتاب «الاحتجاج والمقاومة في مغرب ما قبل الإستعمار» لكاتبه إدموند بورك...
  - عمر بوحاشي عن ترجمته لرواية «السيدة بيرفيكتا» لصاحبها بينيتو بيريث غالدوس.

2012
تصنف إلى:
- صنف الشعر: محمد السرغيني عن ديوانه "تحت الأنقاض فوق الأنقاض".
- صنف السرد والمحكيات: محمود عبد الغني عن روايته "الهدية الأخيرة".
- صنف العلوم الإنسانية فاز بها مناصفة:
  - محمد أوبحلي عن كتابه "اليد والمعجن: طعام القمح وألوان الطبخ بالغرب الإسلامي في العصر الوسيط " بالفرنسية.
  - عادل حدجامي عن كتابه "فلسفة جيل دولوز: عن الوجود والاختلاف".
- صنف العلوم الاجتماعية: عبد الله ساعف عن كتابه "سنة متميزة (بالفرنسية).
- صنف الدراسات الأدبية واللغوية والفنية: محمد المدلاوي المنبهي عن كتابه "رفع الحجاب عن مغمور الثقافة والآداب/ مع صياغة لعروضي الأمازيغية والملحون"
- صنف الترجمة: عبد السلام الشدادي عن ترجمته الجزء الثاني من "كتاب العبر" لصاحبه عبد الرحمن بن خلدون إلى الفرنسية.

2011
تصنف إلى:
- صنف الشعر: حسن نجمي عن ديوانه (أذى كالحب)
- صنف الدراسات الأدبية والفنية: رشيد بنحدو في عن كتابه "جماليات البين-بين".
- صنف العلوم الإنسانية والإجتماعية فاز بها مناصفة::
  - إدريس شحو عن كتابه "التوزانات البيئية الغابوية بالأطلس المتوسط الغربي : مقاربة صون-تنموية لمنطقة أزرو".
  - أحمد الصادقي عن كتابه "إشكالية العقل والوجود في فكر ابن عربي : بحث في فينومينولوجيا الغياب".
- صنف الترجمة فاز بها مناصفة:
  - عز الدين الخطابي لترجمته كتاب "الفلسفة السياسية في القرنين التاسع عشر والعشرين" لمؤلفه غيوم سيبرتان.
  - حسن الطالب الذي ترجم كتاب "ما التاريخ الأدبي" لكليمان موازان.
- صنف السرديات والمحكيات فاز بها مناصفة:
  - عمر والقاضي (عن كتابه الإبحار في إيثاكا).
  - محمد زهير عن كتابه (أصوات لم أسمعها).جائزة الشعر للكاتب والشاعر حسن نجمي عن ديوانه (أذى كالحب).

2010
محمد بازي
2007
محمد المعزوز عن رواية "رفيف الفصول".
2002
1999
صنف الإبداع الأدبي: عبد القادر الشـاوي عن كتابه الساحة الشرفية: رواية، البيضاء، الفنك، 1999‘.
1997
سعيد يقطين
1995
محمد الغزواني مفتاح‘‘‘‘‘‘.
1989
سعيد يقطين

## لجنة التحكيم

### دورة 2021
عبد الإله بلقزيز: رئيس اللجنة.
لطيفة مسكيني: صنف الشعر.
عبد الغني منديب: صنف العلوم الإجتماعية.
مخمد الشيخ: صنف العلوم الإنسانية.
خالد بن الصغير: صنف الترجمة.

### دورة 2020
عبد الإله بلقزيز: رئيس اللجنة.
لطيفة مسكيني: صنف الشعر.
محمد أديوان (صنف السرد والإبداع الأدبي الأمازيغي والكتاب الموجه للطفل والشباب.
عبد الغني منديب: صنف العلوم الإجتماعية.
مخمد الشيخ: صنف العلوم الإنسانية.
نوال بنبراهيم: صنف الدراسات الأدبية والفنية واللغوية والدراسات في مجال الثقافة الأمازيغية.
خالد بن الصغير: صنف الترجمة.

### دورة 2019
عبد الله بوصوف: رئيس اللجنة.
نزهة ابن الخياط الزكاري: صنف العلوم الإجتماعية.
جامع بايضا: صنف العلوم الإنسانية.
فاطمة طحطاح: صنف الدراسات الأدبية واللغوية والفنية والدراسات في مجال الثقافة الأمازيغية.
عبد الكريم برشيد: صنف السرد والإبداع الأدبي الأمازيغي والكتاب الموجه للطفل والشباب.
أحمد زنيبر: صنف الشعر.
عبد القادر سبيل: صنف الترجمة.

### دورة 2014
محمد الطوزي: رئيس اللجنة.

### دورة 2012
مبارك ربيع: رئيس اللجنة.

### دورة 2003
زهور كرام

## انتقادات
- في سنة 2004 رفض القاص المغربي أحمد بوزفور هذه الجائزة[45] بعدما فاز بها مناصفة مع الشاعرة المغربية وفاء العمراني، وذلك احتجاجاً على ما آلت إليه أوضاع الكتاب في المغرب إذ يقول إنه لا يقبل جائزة «في ظل تردي ملف الديمقراطية وحقوق الإنسان في المغرب، وفي ظل تفاوت طبقي هائل وتدني الأجور، وتدهور الوضع الثقافي بسبب تفشي نسبة الأمية وانخفاض نسبة القراءة».[46] وأضاف أنّ من أسباب رفضه تلك الجائزة «معاناة أصدقائي وزملائي الكتاب المغاربة الذين يعانون من الإهمال».[46] وقد أثار هذا الرفض جدلاً واسعاً بين المهتمين في المغرب[47] وقال بوزفور في أحد تصريحاته:  «أخجل من جائزة عن كتاب وزعت منه 500 نسخة».[48]
- في سنة 2015 حُجبت الجائزة الخاصة بالشعر، وذلك بقرار يُنسب إلى لجنة التحكيم التي تألفّت من ياسين عدنان وأحمد عصيد وحسن مخافي ومبارك وساط وإدريس بلامين، ودون أن تبرر هذه اللجنة قرارها بالوسائل المتعارف عليها لدى الجوائز، ولكن الأمر لم يقف عن هذا الحد، بل وصل إلى خلاف علني بين أعضاء لجنة التحكيم أنفسهم، حيث اتهم أحمد عصيد زميله حسن مخافي بـ «تسريب مداولات اللجنة واعتماد التحيز السافر عوض الحياد الموضوعي».[49] ثم تقدم ياسين عدنان بشهادته التي فجّرت الفضيحة، حيث قال في إشارته إلى عضو التحكيم حسن مخافي: «أسوأ ما يمكن أن يقوم به شاعر هو أن يدعو إلى حجب جائزة شعرية مُعيدًا قيمتها المادية إلى الدولة عوض أن يستفيد منها أشباهُه الشعراء».[49]
- في سنة 2018 رفضت وزارة الثقافة أن تسلم هذه الجائزة لأحد الفائزين، وهو الخبير المغربي في الحوكمة ومكافحة الفساد الدكتور محمد براو، فلجأ إلى القضاء الإداري، وقد حكم القضاء على وزارة الثقافة بأن تعوضه بمبلغ مالي قدره 80 ألف درهم (نحو 8 آلاف دولار).[50]
- في سنة 2021 عرفت هذه الجائزة مناصفات اعتُبرت مخلّة[51]، وقرّرت الوزارة المنظمة لهذه المسابقة أن تسحب الجوائز من تسعة فائزين بعدما فازوا بها. وحين أرسلوا لهذه الوزارة رسالة جماعية يطالبون فيها بأن تدفع لهم مبالغ جوائزهم التي فازوا بها، استغربت الوزارة ووصفت ذلك بأنه «السابقة في تاريخ الجائزة الذي تجاوز نصف قرن من الإشعاع المبني على استحضار جوانبها الاعتبارية ومكانتها المعنوية».[52] فلجأ هؤلاء الفائزون إلى القضاء الإداري الذي هددوا به. ولكن الوزارة «أبدت أسفها لاختزال كل دلالات الجائزة في قيمتها المادية، مشيرة إلى أن مبدأ المناصفة معمول به عالميا ويقوم على اقتسام مبلغ الجائزة بين الفائزين بالمناصفة».[52] ويبدو أنّ تدخل الوزارة لسحب الجائزة، بدل أن تسحبها اللجنة العلمية كما ينص على ذلك القانون المنظم، قد أثار استغراباً واسعاً وتشكيكاً قوياً في مصداقية جائزة المغرب للكتاب.[53] وهناك من أعلنوا مقاطعتهم لهذه المسابقة وأعلنوا صراحة بأنه «لا مصداقية لجائزة المغرب للكتاب في ظل المعطيات الحالية».[54] واعتبر البعض أنّ في هذه التصرفات عقاباً جماعياً.[55]
- في سنة 2022 حكمت المحكمة الإدارية بالرباط بإلغاء قرر حجب الجائزة الذي أصدره وزير الشباب والثقافة والتواصل سنة 2021، وأنصفت الفائزين التسعة السابق الإشارة إليهم، وهذا يعني في أنظار المهتمين أنّ الجهة المنظمة لهذه الجائزة أصبحت مدانة قضائياً.[56]
- في سنة 2023 قامت الجهة المنظمة، مرة أخرى، بحجب جائزة العلوم الاجتماعية وجائزة الترجمة وجائزة الأدب الأمازيغي.[57]

## وصلات خارجية
- معلومات عن جائزة المغرب للكتاب - من موقع وزارة الثقافة المغربية.